# Marquess of Tweeddale

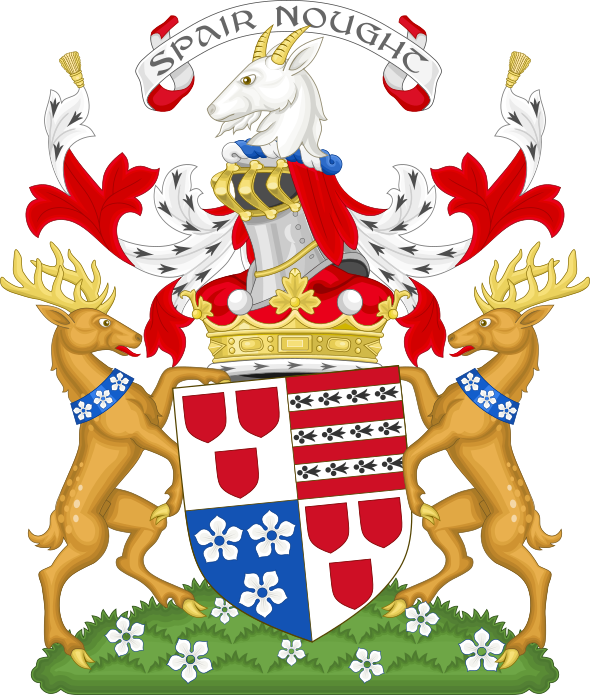
Wappen der Marquesses of Tweeddale seit 1911

Marquess of Tweeddale (manchmal auch Tweedale) ist ein erblicher britischer Adelstitel in der Peerage of Scotland.

## Verleihung und nachgeordnete Titel
Er wurde am 17. Dezember 1694 für John Hay, 2. Earl of Tweeddale aus dem Clan Hay geschaffen. Gleichzeitig mit dem Marquess-Titel wurden für ihn die nachgeordneten Titel Earl of Gifford und Viscount of Walden geschaffen. Von seinem gleichnamigen Vater hatte er den am 1. Dezember 1646 für diesen geschaffenen Titel Earl of Tweeddale geerbt, nebst dem nachgeordneten Titel 9. Lord Hay of Yester, der am 29. Januar 1488 für seinen Vorfahren Sir John Hay geschaffen worden war. Alle vorgenannten Titel gehören zur Peerage of Scotland.
Dem 10. Marquess wurde zudem am 6. Oktober 1881 der Titel Baron Tweeddale, of Yester in the County of Haddington, verliehen. Dieser Titel gehört zur Peerage of the United Kingdom und war im Gegensatz zu den schottischen Titeln mit einem unmittelbaren erblichen Sitz im britischen House of Lords verbunden.
Der älteste Sohn des jeweiligen Marquess führt als Heir apparent den Höflichkeitstitel Earl of Gifford.
Lord Tweeddale hält außerdem den erblichen Titel Chamberlain of Dunfermline.
Der Familiensitz war bis 1557 Yester Castle, später bis 1967 Yester House, beide bei Gifford in East Lothian, Schottland.

## Liste der Titelinhaber

### Lords Hay of Yester (1488)

Wappen der Lords Hay of Yester

- John Hay, 1. Lord Hay of Yester (1450–1508)
- John Hay, 2. Lord Hay of Yester († 1513)
- John Hay, 3. Lord Hay of Yester († 1543)
- John Hay, 4. Lord Hay of Yester († 1556)
- William Hay, 5. Lord Hay of Yester († 1586)
- William Hay, 6. Lord Hay of Yester († 1591)
- James Hay, 7. Lord Hay of Yester († 1609)
- John Hay, 8. Lord Hay of Yester (1593–1653) (1646 zum Earl of Tweeddale erhoben)

### Earls of Tweeddale (1646)

Wappen der Earls und Marquesses of Tweeddale bis 1911

- John Hay, 1. Earl of Tweeddale (1593–1653)
- John Hay, 2. Earl of Tweeddale (1626–1697) (1694 zum Marquess of Tweeddale erhoben)

### Marquesses of Tweeddale (1694)
- John Hay, 1. Marquess of Tweeddale (1626–1697)
- John Hay, 2. Marquess of Tweeddale (1645–1713)
- Charles Hay, 3. Marquess of Tweeddale (1670–1715)
- John Hay, 4. Marquess of Tweeddale (1695–1762)
- George Hay, 5. Marquess of Tweeddale (1758–1770)
- George Hay, 6. Marquess of Tweeddale (1700–1787)
- George Hay, 7. Marquess of Tweeddale (1753–1804)
- George Hay, 8. Marquess of Tweeddale (1787–1876)
- Arthur Hay, 9. Marquess of Tweeddale (1824–1878)
- William Montagu Hay, 10. Marquess of Tweeddale (1826–1911)
- William George Montagu Hay, 11. Marquess of Tweeddale (1884–1967)
- David George Montagu Hay, 12. Marquess of Tweeddale (1921–1979)
- Edward Douglas John Hay, 13. Marquess of Tweeddale (1947–2005)
- Charles David Montagu Hay, 14. Marquess of Tweeddale (* 1947)

Titelerbe (Heir Presumptive) ist dessen jüngerer Bruder, Lord Alistair James Montagu Hay (* 1955).